# Akiko Higashimura
東村 アキコ
Œuvres principales
- Princess Jellyfish
- Kakukaku shikajika
- Le Tigre des neiges

Akiko Higashimura (東村 アキコ, Higashimura Akiko) est une mangaka japonaise née le 15 octobre 1975 dans la préfecture de Miyazaki.

## Parcours
Akiko Higashimura fait ses débuts dans le magazine japonais Bouquet Deluxe en 1999 avec Fruits Kōmori (フルーツコウモリ) et se fait ensuite connaître par son manga Kisekae Yuka-chan paru dans le magazine Cookie. En 2008, elle dessine le one-shot Chuō-Sen Cinema Paradise pour le magazine Jump SQ.
En 2015, elle remporte le Grand prix du manga pour Kakukaku shikajika (traduit en français sous le titre Trait pour trait). En 2020, elle se voit décerner le Prix Jeunesse du festival d'Angoulême pour sa série Le Tigre des neiges, un récit historique dans lequel elle défend la théorie selon laquelle Kenshin Uesugi, seigneur de la guerre japonais du XVIe siècle, était en réalité une femme.
Sa série Tokyo Tarareba Girls fait l'objet de différentes séries BD dérivées et d'une adaptation en série « drama ». C'est le portrait d'un trio de jeunes femmes trentenaires tokyoïtes des quartiers branchés, que certains critiques occidentaux ont pu comparer à la série américaine Sex and the City.

## Œuvres
- 2000-2007 : Kisekae Yuka-chan (きせかえユカちゃ?)
- 2001 : Koi no Surisasu (恋のスリサス?)
- 2004 : Ebisu Ginza Tengoku (ゑびす銀座天国?)
- 2004 : Shiroi Yakusoku (白い約束?)
- 2005-2010 : Himawari: Kenichi Legend (ひまわりっ 健一レジェンド?)
- 2007-2011 : Mama wa Tenparist (ママはテンパリスト?)
- 2008-2017 : Princess Jellyfish (海月姫, Kuragehime?)
- 2010-2012 : Omoni Naitemasu (東京タラレバ娘?)
- 2011-2015 : Trait pour trait, dessine et tais-toi ! (かくかくしかじか?)
- 2013-2014 : Meropon Dashi! (メロポンだし!?)
- 2014- : Tokyo Tarareba Girls (東京タラレバ娘, Tokyo tarareba musume?)
- 2015-2020 : Le Tigre des neiges (雪花の虎, Yukibana no Tora?)
- 2015 : Himoxile (ヒモザイル?)
- 2021 : A Fake Affair (Webtoon original)

## Distinctions

### Nominations
Plusieurs de ses œuvres sont sélectionnées pour le Grand prix du manga : Himawari : Kenichi Legend en 2008, Mama wa Tenparisten 2009, Princess Jellyfish en 2010, Omo ni Naitemasu en 2011 et Tokyo Tarareba Girls en 2016 et 2017,.

### Récompenses
- 2015 :  Grand prix du manga pour Himawari : Kenichi Legend.
- 2019 :  Prix Eisner de la meilleure édition américaine d'une œuvre internationale pour Tokyo Tarareba Girls[10]
- 2020 :  Prix Jeunes Adultes du festival d'Angoulême pour Le Tigre des neiges[11]